# Cynodon meionactis
Cynodon meionactis is een straalvinnige vissensoort uit de familie van de karperzalmen (Cynodontidae). De wetenschappelijke naam van de soort is voor het eerst geldig gepubliceerd in 1999 door Géry, Le Bail & Keith.
Deze pelagische zoetwatervis komt in de kustrivieren van Suriname en Frans Guyana voor en wordt tot 30 cm groot. Hij wordt in het Brokopondostuwmeer aangetroffen.
De vis is zilverachtig met enige grijze banden op de rug en heeft een grote scheefstaande bek met grote benedenhoektanden en een zwarte vlek net achter de kieuwen die net wat kleiner dan het oog is. Het achterlijf loopt taps toe. Net als andere Cynodon-soorten is het een roofvis die andere vissen met zijn tanden spiest.